# Periquito-testinha
Periquito-de-testa-amarela ou periquito-testinha (nome científico: Brotogeris sanctithomae) é uma espécie de ave da família dos psitacídeos. É nativo do norte do Brasil e do leste do Equador e do Peru. Possui coloração verde, com a fronte amarela.
Também é chamado de periquito-estrela, periquito-de-testa-amarela e estrelinha.

## Subespécies
São reconhecidas duas subespécies:
- Brotogeris sanctithomae sanctithomae (Statius Muller, 1776) - ocorre do Sudeste da Colômbia, na Amazônia brasileira, até o Sudeste do Peru e Nordeste da Bolívia. Esta subespécie apresenta a íris branca.
- Brotogeris sanctithomae takatsukasae (Neumann, 1931) - ocorre na bacia do baixo Rio Amazonas no Brasil. Esta subespécie apresenta a íris escura e a mancha amarela pós-ocular ligeiramente maior que a da espécie nominal.

## Habitat
Encontrados em florestas úmidas de matas inundadas como várzea e igapó, nas bordas de florestas, clareiras e áreas urbanas.

## Alimentação e Distribuição Geográfica
São animais frugívoros, tendo uma dieta a base de frutos como o açaí,o ingá, manga, goiaba entre outros frutos. Presente na Amazônia, Sudeste da Colômbia, leste do Peru e em direção ao nordeste do Equador até o Brasil, e norte da Bolívia.